# Jia Zhangke
Jia Zhangke, chiń. 賈樟柯; pinyin Jiǎ Zhāngkē (ur. 24 maja 1970 w Fenyang) – chiński reżyser, scenarzysta i producent filmowy. Jeden z najwybitniejszych przedstawicieli współczesnego kina autorskiego. W swojej twórczości, bazującej na kinie niezależnym i dokumentalnym, przygląda się szybko zmieniającej się rzeczywistości Chin początku XXI w. z perspektywy prostych ludzi. 
Zaliczany jest do czołowych postaci tzw. szóstej generacji chińskich filmowców, którzy debiutowali niskobudżetowymi niezależnymi produkcjami w latach 90. XX w. Obok Jia do grona tego zalicza się m.in. Wanga Xiaoshuaia, Lou Ye, Wanga Quan’ana czy Zhanga Yuana.

## Życiorys
Urodził się w niewielkim mieście Fenyang w górniczej prowincji Shanxi na północy Chin, dokąd jego rodzice zostali przymusowo zesłani podczas rewolucji kulturalnej. Ojca Jia uznano za obszarnika i skierowano do Fenyangu, gdzie pracował w miejscowej szkole jako nauczyciel. W 1997 Jia ukończył studia na Wydziale Literatury w Pekińskim Instytucie Filmowym. Podczas studiów nakręcił średniometrażowy film dyplomowy pt. Xiaoshan wraca do domu (1995).
Swój pełnometrażowy debiut fabularny, Kieszonkowiec (1997), zaprezentował w ramach sekcji "Forum" na 48. MFF w Berlinie. Kolejne filmy, Peron (2000) i Nieznane rozkosze (2002), spotkały się również z dużym zainteresowaniem na arenie międzynarodowej. Co istotne, wszystkie wczesne obrazy nakręcił Jia poza oficjalnym obiegiem filmowym w Chinach, a więc w pełni niezależnie od państwowej biurokracji. Dominowała w nich estetyka kina dokumentalnego, role powierzano aktorom nieprofesjonalnym, wykorzystywano miejscowe dialekty, a zdjęcia kręcono w rzadko pokazywanych na ekranie lokacjach, jak Fenyang, rodzinne miasto reżysera.
Pierwszy film Zhangkego nakręcony z oficjalną zgodą chińskich władz, Świat (2004), startował w konkursie głównym na 61. MFF w Wenecji. Nawiązująca do kontrowersyjnej budowy Tamy Trzech Przełomów Martwa natura (2006) skupiała się na ukazaniu zarówno fizycznego, jak i społecznego wymiaru zniszczenia towarzyszącego chińskiemu postępowi gospodarczemu. Obraz wyróżniono Złotym Lwem na 63. MFF w Wenecji. 
Pozycja reżysera nieustannie rosła, podobnie jak budżety jego filmów, w których wkrótce zaczęły pojawiać się nawet elementy animacji, science-fiction czy kina wuxia, co nie oznaczało obniżenia ich wartości artystycznej. Dotyk grzechu (2013) zdobył nagrodę za najlepszy scenariusz na 66. MFF w Cannes. Kolejne filmy, Nawet góry przeminą (2015) i Najczystszy jest popiół (2018), startowały w konkursie głównym odpowiednio na 68. i 71. MFF w Cannes.
Jia przewodniczył jury sekcji "Cinéfondation" na 60. MFF w Cannes (2007). Zasiadał również w jury konkursu głównego na 67. MFF w Cannes (2014).
Prywatnie, od 2012 jest mężem aktorki Zhao Tao, która od lat gra główne role w jego filmach.

## Filmografia
- 1995: Xiaoshan wraca do domu (小山回家 / Xiaoshan huijia) – średniometrażowy film dyplomowy
- 1997: Kieszonkowiec (小武 / Xiao Wu) – debiut pełnometrażowy
- 2000: Peron (站台 / Zhantai)
- 2002: Nieznane rozkosze (任逍遙 / Ren xiao yao)
- 2004: Świat (世界 / Shijie)
- 2006: Martwa natura (三峡好人 / Sanxia haoren)
- 2006: Dong (东) – dokumentalny
- 2007: Niepotrzebne piękno (无用 / Wuyong) – dokumentalny
- 2008: 24 City (二十四城记 / Er shi si cheng ji)
- 2008: Stories on Human Rights – segment
- 2010: Szkoda, że nie znałem (海上传奇 / Hai shang chuan qi) – dokumentalny
- 2011: 3.11 Sense of Home – segment
- 2013: Dotyk grzechu (天注定 / Tian zhu ding)
- 2013: Venice 70: Future Reloaded – segment
- 2015: Nawet góry przeminą (山河故人 / Shan he gu ren)
- 2018: Najczystszy jest popiół (江湖儿女 / Jiang hu er nü)
- 2017: Where Has the Time Gone? – segment
- 2020: Na horyzoncie morze jest błękitne (一直游到海水变蓝 / Yi zhi you dao hai shui bian lan) – dokumentalny[10]
- 2024: Przypływy (风流一代 / Feng Liu Yi Dai)